# نيهونماتسو (فوكوشيما)
مدينة نيهونماتسو (بالإنجليزية: Nihonmatsu)‏ هي أحد المدن التابعة لمحافظة فوكوشيما. تأسست رسميًا في 01/12/2005. ويقدر عدد سكانها بـ 61698 نسمة حسب تقدير مكتب الإحصاء الياباني لعام 2012. تبلغ مساحة نيهونماتسو 344.65 كم2. بكثافة سكانية تبلغ 179 نسمة/كم2.

## أعلام
- يوشيو كوداما